# Critiche a Windows 10
Le critiche a Windows 10, sistema operativo commercializzato da Microsoft nel luglio 2015, sono arrivate da revisori e utenti. A causa di problemi relativi alla privacy, è stato oggetto di numerose valutazioni negative da parte di vari gruppi.

## Critiche generali
I critici hanno notato che Windows 10 enfatizza pesantemente i servizi freemium e contiene varie strutture pubblicitarie. Alcuni punti vendita hanno considerato questi come un "costo" nascosto dell'offerta di aggiornamento gratuito. Gli esempi includono storefront multimediali, Microsoft 365, funzionalità a pagamento in giochi in bundle come Microsoft Solitaire Collection, impostazioni predefinite che visualizzano le promozioni di app "suggerite" nel menu Start e "suggerimenti" nella schermata di blocco che potrebbe contenere pubblicità, annunci visualizzati in File Explorer per gli abbonamenti di Microsoft 365 su build Redstone 2, e notifiche che promuovono il browser web Microsoft Edge quando un browser diverso è impostato come predefinito.

### Sistema di aggiornamento
Windows 10 Home è impostato in modo permanente per scaricare automaticamente tutti gli aggiornamenti, inclusi aggiornamenti cumulativi, patch di sicurezza e driver, e gli utenti non possono selezionare singolarmente gli aggiornamenti da installare o meno, questo fino alla versione 1809, perché a partire dalla versione 1903 ciò non avviene. Microsoft offre uno strumento diagnostico che può essere utilizzato per nascondere gli aggiornamenti e impedire che vengano reinstallati, ma solo dopo che sono stati già installati, quindi disinstallati senza riavviare il sistema. Tom Warren di The Verge ha ritenuto che, dato che i browser web come Google Chrome avevano già adottato un sistema di aggiornamento automatico, tale requisito avrebbe aiutato a mantenere tutti i dispositivi Windows 10 sicuri e ritiene che "se eri abituato ai membri della famiglia che chiamano il supporto tecnico perché non sono riusciti ad eseguire l'aggiornamento all'ultimo service pack di Windows o a disattivare alcuni malware, si spera che quei giorni siano finiti."
Si sono espressi dubbi sul fatto che a causa di questi cambiamenti, gli utenti non sarebbero stati in grado di ignorare l'installazione automatica di aggiornamenti difettosi o causare problemi con determinate configurazioni di sistema, anche se gli aggiornamenti di build saranno soggetti a test beta pubblici tramite il programma Windows Insider. C'erano anche preoccupazioni sul fatto che l'installazione forzata degli aggiornamenti dei driver tramite Windows Update, in cui erano precedentemente indicati come "facoltativi", poteva causare conflitti con i driver installati indipendentemente da Windows Update. Una situazione del genere si è verificata appena prima della versione generale del sistema operativo, quando un driver della scheda grafica Nvidia che veniva inviato automaticamente agli utenti di Windows 10 tramite Windows Update causava problemi che impedivano l'uso di determinate funzioni o impediva al sistema di avviarsi.
La critica è stata anche indirizzata alla decisione di Microsoft di non fornire più dettagli specifici sul contenuto degli aggiornamenti cumulativi per Windows 10. Il 9 febbraio 2016, Microsoft ha annullato questa decisione e ha iniziato a fornire note di pubblicazione per gli aggiornamenti cumulativi sul sito Web di Windows.
Alcuni utenti hanno segnalato che durante l'installazione dell'aggiornamento di novembre, alcune applicazioni (in particolare programmi di utilità come CPU-Z e Speccy) sono state disinstallate automaticamente durante il processo di aggiornamento e alcuni programmi predefiniti sono stati ripristinati ai valori predefiniti specificati da Microsoft (come l'app Foto e Microsoft Edge per la visualizzazione PDF), entrambi senza preavviso.
Ulteriori problemi sono stati scoperti al momento del lancio dell'Anniversary Update ("Redstone"), incluso un bug che causava il blocco di alcuni dispositivi (ma risolto dall'aggiornamento cumulativo KB3176938, pubblicato il 31 agosto 2016), e le modifiche fondamentali al modo in cui Windows gestisce le webcam hanno causato il blocco di molti utenti.

### Pratiche di distribuzione

Uno screenshot della finestra di aggiornamento gratuito "Ottieni Windows 10" su Windows 7

Microsoft è stata criticata per le tattiche utilizzate per promuovere la sua campagna di upgrade gratuita per Windows 10, compresi i comportamenti adware, utilizzando interfacce utente ingannevoli per convincere gli utenti a installare il sistema operativo, scaricare i file di installazione senza il consenso dell'utente, e rendendo difficile agli utenti la soppressione della pubblicità e delle notifiche se non desideravano effettuare l'aggiornamento a 10. L'offerta di aggiornamento è stata commercializzata e avviata utilizzando l'applicazione "Get Windows 10" (GWX), che è stata prima scaricata e installata tramite Windows Update a marzo 2015. Le chiavi del Registro di sistema e le impostazioni dei Criteri di gruppo potrebbero essere utilizzate per disabilitare parzialmente il meccanismo GWX, ma l'installazione di patch per il software GWX tramite Windows Update potrebbe ripristinare tali chiavi sui valori predefiniti e quindi riattivare il software. Sono stati inoltre creati programmi di terze parti per aiutare gli utenti ad applicare misure per disabilitare GWX.
A settembre 2015 è stato segnalato che Microsoft stava attivando download automatici dei file di installazione di Windows 10 su tutti i computer compatibili Windows 7 o 8.1 configurati per scaricare e installare automaticamente gli aggiornamenti, indipendentemente dal fatto che avessero richiesto l'aggiornamento in modo specifico. Microsoft ha confermato ufficialmente il cambiamento, affermando che si trattava di "una pratica del settore che riduce i tempi di installazione e garantisce la prontezza del dispositivo". Questa mossa è stata criticata dagli utenti che dispongono di un limite massimo di dati o di dispositivi con capacità di archiviazione ridotta, poiché le risorse sono state utilizzate dai download automatici di fino a 6 GB di dati. Altri critici hanno sostenuto che Microsoft non avrebbe dovuto attivare alcun download di file di installazione di Windows 10 senza il consenso dell'utente.
Nell'ottobre 2015, Windows 10 ha iniziato a comparire come aggiornamento "Opzionale" nell'interfaccia di Windows Update, ma preselezionato per l'installazione su alcuni sistemi. Un portavoce di Microsoft ha affermato che si è trattato di un errore e che il download non sarà più pre-selezionato per impostazione predefinita. Tuttavia, il 29 ottobre 2015, Microsoft ha annunciato di aver pianificato di classificare Windows 10 come aggiornamento "consigliato" nell'interfaccia di Windows Update nel 2016, il che causerà un download automatico dei file di installazione e una richiesta unica con una scelta da installare per apparire. A dicembre 2015 è stata segnalata la comparsa di una nuova finestra di dialogo pubblicitaria, contenente solo i pulsanti "Aggiorna ora" e "Aggiorna stasera" e nessun metodo ovvio per rifiutare l'installazione oltre al pulsante di chiusura.
A marzo 2016, alcuni utenti hanno anche affermato che i loro dispositivi Windows 7 e 8.1 avevano automaticamente iniziato l'aggiornamento a 10 senza il loro consenso. A giugno 2016, il comportamento della finestra di dialogo GWX è cambiato in modo che la chiusura della finestra implicasse il consenso a un aggiornamento programmato. Nonostante questo, un editore di Infoworld ha contestato le affermazioni secondo cui gli aggiornamenti erano iniziati senza alcun consenso; i test hanno dimostrato che l'aggiornamento a Windows 10 inizia solo dopo che l'utente accetta il contratto di licenza con l'utente finale (EULA) presentato dal relativo programma di installazione e, in caso contrario, potrebbe causare il timeout di Windows Update, arrestando quindi l'installazione tentativo. Si è concluso che questi utenti potrebbero aver cliccato inconsapevolmente sul prompt "Accetta" senza la piena consapevolezza che questo avrebbe dato inizio all'aggiornamento. Nel dicembre 2016, il responsabile marketing di Microsoft, Chris Capossela, ha ammesso che la società era "andata troppo oltre", usando questa tattica, affermando che "sappiamo che vogliamo che la gente utilizzi Windows 10 dal punto di vista della sicurezza, ma trovi il giusto equilibrio non stai superando la linea di essere troppo aggressivi è qualcosa che abbiamo provato e per molti anni penso che abbiamo capito bene."
Il 21 gennaio 2016, Microsoft è stata citata in giudizio per controversie di modesta entità da un utente il cui computer, poco dopo la pubblicazione del sistema operativo, aveva tentato di eseguire l'aggiornamento a Windows 10 senza il suo consenso. L'aggiornamento non è riuscito e il suo computer è rimasto in uno stato instabile in seguito, il che ha interrotto la possibilità di gestire la propria agenzia di viaggi. La corte si è pronunciata a favore dell'utente e gli ha fornito 10.000 dollari in risarcimento, ma la Microsoft ha fatto ricorso. Tuttavia, nel maggio 2016, Microsoft ha abbandonato l'appello e ha scelto di risarcire i danni. Poco dopo la segnalazione del Seattle Times, Microsoft ha confermato che stava aggiornando il software GWX ancora una volta per aggiungere opzioni più esplicite per la disattivazione di un aggiornamento gratuito di Windows 10; la notifica finale era una finestra pop-up a schermo intero che notificava agli utenti la fine imminente dell'offerta di aggiornamento gratuito e conteneva le opzioni "Ricordamelo più tardi", "Non notificarmi più" e "Notificami altre tre volte".

### Privacy e raccolta dati
Sono state mostrate preoccupazioni da parte di avvocati e altri critici per le politiche sulla privacy di Windows 10 e la sua raccolta e l'utilizzo dei dati dei clienti. Sotto le impostazioni predefinite "Express", Windows 10 è configurato per inviare varie informazioni a Microsoft e ad altre parti, inclusa la raccolta di contatti utente, dati del calendario, aspetto del computer incluso il colore dello chassis e "dati di input associati" per personalizzare la voce, digitazione e input input penna ", digitazione e input dati per migliorare il riconoscimento, consentono alle app di utilizzare un" ID pubblicità "univoco per l'analisi e la personalizzazione della pubblicità (funzionalità introdotta da Windows 8.1) e consentire alle app di richiedere i dati sulla posizione dell'utente e inviare questi dati a Microsoft e "partner fidati" per migliorare il rilevamento della posizione (Windows 8 aveva impostazioni simili, tranne che la raccolta dei dati sulla posizione non includeva "partner fidati"). Gli utenti possono disattivare la maggior parte di questa raccolta di dati, ma i dati di telemetria per la segnalazione degli errori e l'utilizzo vengono anche inviati a Microsoft e non possono essere disabilitati nelle versioni non Enterprise di Windows 10. L'uso dell'aiuto personale intelligente Cortana richiede anche la raccolta di dati "come la posizione del dispositivo, i dati del calendario, le app che usi, i dati delle e-mail e dei messaggi di testo, chi chiami, i tuoi contatti e quanto spesso interagisci con sul tuo dispositivo" per personalizzare la sua funzionalità.
Lo scrittore di Rock Paper Shotgun, Alec Meer, ha sostenuto che l'intento di Microsoft per questa raccolta di dati mancava di trasparenza, affermando che "non esiste un mondo in cui 45 pagine di documenti politici e impostazioni di opt-out divisi in 13 diverse schermate di impostazioni e un sito web esterno costituisce una vera trasparenza'." ExtremeTech ha sottolineato che, mentre in precedenza faceva una campagna contro Google per simili strategie di raccolta dati, "[Microsoft] ora recupera i tuoi dati in modo da rendere geloso Google." Tuttavia, è stato anche sottolineato che il requisito di un uso così ampio dei dati dei clienti era diventato una norma, citando la crescente dipendenza dal cloud computing e da altre forme di elaborazione esterna, nonché requisiti simili di raccolta dati per servizi su dispositivi mobili come Google Now e Siri. Nell'agosto 2015, il politico russo Nikolai Levichev ha chiesto che Windows 10 venisse bandito dal governo russo, in quanto invia i dati dell'utente ai server negli Stati Uniti (una legge federale che impone a tutti i servizi online di archiviare i dati degli utenti russi sui server all'interno del paese, o essere bloccato, è entrato in vigore a settembre 2016).
Scrivendo per ZDNet, Ed Bott ha dichiarato che la mancanza di lamentele da parte delle aziende in merito alla privacy in Windows 10 ha indicato "quanto siano normali questi termini sulla privacy nel 2015." In un editoriale di Computerworld, Preston Gralla ha dichiarato: "Il tipo di informazioni raccolte da Windows 10 non è diverso da quello che altri sistemi operativi raccolgono, ma Microsoft è tenuta ad uno standard diverso rispetto ad altre società."
Il Contratto sui servizi Microsoft stabilisce che i servizi online dell'azienda possono "scaricare automaticamente aggiornamenti software o modifiche alla configurazione, inclusi quelli che impediscono l'accesso ai Servizi, la riproduzione di giochi contraffatti o l'utilizzo di periferiche hardware non autorizzate". I critici hanno interpretato questa affermazione come implicante che Microsoft avrebbe scansionato ed eliminato il software senza licenza installato sui dispositivi che eseguono Windows 10. Tuttavia, altri hanno sottolineato che questo accordo era specifico per i servizi online Microsoft come account Microsoft, Microsoft 365, Skype e Xbox Live e che il passaggio incriminato si riferiva molto probabilmente alla gestione dei diritti digitali su console Xbox e giochi di prima parte e non prevede di sorvegliare i videogiochi piratati installati su PC Windows 10. Nonostante questo, alcuni tracker di torrent hanno annunciato piani per bloccare gli utenti di Windows 10, sostenendo inoltre che il sistema operativo potrebbe inviare informazioni a gruppi anti-pirateria affiliati a Microsoft. Scrivendo su queste accuse, Ed Bott di ZDNet ha confrontato la politica sulla privacy di Microsoft con Apple e Google e ha concluso che "dopo aver letto attentamente il Contratto di servizi Microsoft, il contratto di licenza di Windows... e l'Informativa sulla privacy di Microsoft con attenzione, non vedo nulla sembra lontanamente come il Grande Fratello." L'editorialista Kim Komando ha affermato che "in futuro Microsoft potrebbe eseguire scansioni e disabilitare software o hardware che considera una minaccia per la sicurezza", coerentemente con la politica di aggiornamento di Windows 10.
Dopo la pubblicazione di 10, sono emerse anche affermazioni sul fatto che Microsoft aveva promosso la maggiore raccolta di dati del sistema operativo su Windows 7 e Windows 8 tramite patch "raccomandate" che aggiungevano funzionalità aggiuntive di "telemetria". L'aggiunta di un "Servizio di tracciamento diagnostico" degli aggiornamenti è connessa specificamente al Programma di miglioramento dell'esperienza cliente di Microsoft (che è un programma opt-in che invia ulteriori informazioni diagnostiche a Microsoft per risolvere i problemi) e al servizio Application Insights per terze parti Software.
La funzionalità di raccolta dati è in grado di trasmettere informazioni personali, cronologia di navigazione, contenuti di e-mail, chat, videochiamate, posta vocale, foto, documenti, file personali e sequenze di tasti a Microsoft, per analisi, in conformità con il Contratto di licenza con l'utente finale. I termini di contratto di servizi di Microsoft sono stati aggiornati per indicare quanto segue:
Nell'ottobre 2017, l'autorità olandese per la protezione dei dati ha emesso un reclamo affermando che le politiche sulla privacy di Windows 10 non erano conformi alle leggi dei Paesi Bassi, poiché afferma che Microsoft non fornisce informazioni sufficienti su quali informazioni vengono raccolte a livello di telemetria "Completo" e come viene elaborato. Microsoft contestò l'affermazione secondo cui non forniva una sufficiente divulgazione del livello di telemetria "Completo" e affermava che stava lavorando con il DDPA per "trovare soluzioni appropriate".

## Questioni antitrust
Nel novembre 2016, Kaspersky Lab ha presentato una denuncia antitrust in Russia riguardante il bundle di Windows Defender con il sistema operativo, sostenendo che Microsoft stava abusando della sua posizione di favorire il proprio software antivirus interno rispetto a quello di altri fornitori. Nel giugno 2017, Kaspersky ha presentato un'altra denuncia alla Commissione europea, accusando la compagnia di frustrare l'uso di software antivirus di terze parti su Windows 10 in difesa del suo "inferiore" Windows Defender, inclusa la rimozione forzata di software antivirus di terze parti durante gli aggiornamenti, e non fornendo tempo sufficiente agli sviluppatori antivirus per certificare il loro software per ogni nuovo aggiornamento a Windows 10. Microsoft ha dichiarato che la società "[si impegna] profondamente con i fornitori di antimalware e ha preso una serie di passaggi per indirizzare il loro feedback", e che avevano offerto di incontrare i dirigenti di Kaspersky per discutere di eventuali problemi specifici.
Il 21 giugno 2017, Microsoft ha pubblicato un post sul blog che conferma che dal "Creators Update", Windows 10 potrebbe richiedere agli utenti di disattivare temporaneamente il proprio software antivirus all'installazione di un aggiornamento di funzionalità se la versione corrente non è ritenuta compatibile, e il sistema operativo indirizza gli utenti agli aggiornamenti pertinenti del loro software dopo la conclusione dell'aggiornamento. Microsoft ha dichiarato di aver collaborato con i fornitori per eseguire test di compatibilità del proprio software con l'aggiornamento e per "specificare quali versioni del loro software sono compatibili e dove indirizzare i clienti dopo l'aggiornamento". Microsoft ha riferito che a seguito di questi sforzi, circa il 95% degli utenti di Windows 10 "ha installato un'applicazione antivirus già compatibile con Windows 10 Creators Update". Microsoft ha chiarito che Windows Defender funziona solo se il dispositivo non ha installato alcun altro software di sicurezza o se il software di sicurezza segnala che un abbonamento è scaduto.
Nell'estate 2018, un aggiornamento di Windows 10 Insider ha ricevuto un backlash estremo per una funzionalità pianificata che avrebbe tentato di impedire l'installazione di altri browser web, come Chrome o Firefox, dicendo agli utenti di disporre già di Microsoft Edge e quindi non era necessario cambiare il loro browser.